# Psychotria birotula
Psychotria birotula är en måreväxtart som beskrevs av Lyman Bradford Smith och Robert Jack Downs. Psychotria birotula ingår i släktet Psychotria och familjen måreväxter. Inga underarter finns listade i Catalogue of Life.